# Karel Van Hoeylandt
Charles François (Karel) Van Hoeylandt (Temse, 18 mei 1872 - aldaar, 18 maart 1960) was een Belgisch politicus voor de BWP.

## Levensloop
Van Hoeylandt was de zoon van een kuiper en kwam uit een christelijk gezin. Op 16-jarige leeftijd trok hij naar Jette om een opleiding voor bakker te volgen. Geconfronteerd met de heersende wantoestanden bij de arbeiders en via vergaderingen en lectuur werd hij een aanhanger van de socialistische BWP.
In 1894 stichtte hij in Temse een BWP-afdeling en hij was eveneens de medeoprichter van de BWP-afdeling van het arrondissement Sint-Niklaas. Voor de socialisten werd hij van 1921 tot 1947 gemeenteraadslid van Temse, waar hij van 1944 tot 1946 schepen was. Van 1925 tot 1947 zetelde hij tevens in de Commissie voor Openbare Onderstand van de gemeente. Bovendien zetelde hij van 1919 tot 1946 voor het arrondissement Sint-Niklaas in de Kamer van volksvertegenwoordigers.
In de Kamer hield hij zich vooral bezig met sociale en streekproblemen, zo ijverde hij voor betere verbindingen tussen de beide Scheldeoevers. Ook zette hij zich in voor amnestie voor activisten.
Hij was gehuwd met Alice Poppe, een nicht van priester Edward Poppe, met wie hij een zoon kreeg. Deze zoon, Bernard Van Hoeylandt, werd ook politiek actief en was jarenlang lid van de Belgische Senaat.